# Gastrotheca weinlandii
Gastrotheca weinlandii là một loài ếch trong họ Hemiphractidae.
Nó được tìm thấy ở Colombia, Ecuador, và Peru.
Môi trường sống tự nhiên của nó là các khu rừng vùng núi ẩm nhiệt đới hoặc cận nhiệt đới. Loài này đang bị đe dọa do mất môi trường sống.